# Wanted Man
Wanted Man è un singolo del gruppo musicale statunitense Ratt, il secondo estratto dal loro album di debutto Out of the Cellar nel 1984.
La canzone è stata inserita all'interno del film La donna esplosiva diretto da John Hughes nel 1985.

## Video musicale
Il videoclip del brano presenta un tema western. I membri dei Ratt sono un gruppo di ricercati noti anche come "The Ratt Gang", nome preso in prestito da un verso della canzone. Questi finiscono per entrare in uno scontro a fuoco con un'altra banda di cowboy, anch'essa ricercata.

## Tracce
1. Wanted Man – 3:38
2. She Wants Money – 3:03

## Classifiche
| Classifica (1984)             | Posizione massima |
| ----------------------------- | ----------------- |
| Stati Uniti                   | 87                |
| Stati Uniti (mainstream rock) | 38                |